# Stach Konwa
Stach Konwa, właśc. Stanisław Konwa (zm. ok. 1734–1735) – bohater z Puszczy Zielonej, legendarny przywódca Kurpiów w czasie walk z wojskami sasko-rosyjskimi w latach 1733–1735.
Znaczna część jego życiorysu została stworzona przez wyobraźnię literatów. Szczególną rolę w tworzeniu fikcyjnej biografii kurpiowskiego bohatera odegrał badacz Kurpiowszczyzny Adam Zakrzewski. Konwa zapisał się w historii Kurpiowszczyzny jako symbol oporu wobec najeźdźcy.

## Przywódca Kurpiów
Stach Konwa jest znany z tradycji kurpiowskiej, ale brak jest wiarygodnych źródeł na jego temat. Nieznana jest ani data, ani miejsce urodzenia Konwy. Według tradycji kurpiowskiej Konwa był strzelcem. Wobec braku spisu nazwisk kurpiowskich z XVIII wieku nie wiadomo, czy nazwisko Konwa mogło być pseudonimem przybranym dla ochrony rodziny przed represjami, jak sugerowali niektórzy badacze.
Według legendy Konwa miał odznaczyć się dzielnością podczas III wojny północnej w bitwie ze Szwedami (22–23 stycznia 1708) pod Kopańskim Mostem w pobliżu Myszyńca. Mimo że nie jest to potwierdzone w wiarygodnych źródłach, nie można wykluczyć, że ten, kto dowodził Kurpiami w latach 1733–1735, mógł mieć doświadczenie wyniesione z walk w latach 1704–1708 i 1711.
W wojnie o sukcesję polską Konwa walczył po stronie konfederatów dzikowskich, broniących praw Stanisława Leszczyńskiego do tronu. Stał na czele oddziału kurpiowskich strzelców, zorganizowanego w połowie grudnia 1733 przez Inflantczyka, pułkownika Jerzego Andrzeja von Rehbindera, komendanta Puszczy Zielonej. Już na przełomie 1733 i 1734 Kurpie pokonali 100 Rosjan w Przasnyszu. W listopadzie 1734 część Kurpiów przeszła na stronę rosyjską, choć możliwe, że kapitulanci podporządkowali się na powrót Rehbinderowi. Przypuszczalnie od grudnia 1734 Konwa prowadził wypady przeciwko Sasom, zapewne na zarządzenie Rehbindera.
Stach Konwa miał walczyć w bitwie z wojskami saskimi pod Jednaczewem, gdzie jego oddział został doszczętnie rozbity, a on sam dostał się do niewoli. Konwę powieszono i pochowano na uroczysku Rycerski Kierz albo Rycerka. Według Bronisława Wojciechowskiego bitwa pod Jednaczewem mogła w rzeczywistości rozegrać się pod Nowogrodem. Nieznana jest dokładna data tej bitwy. Odbyła się prawdopodobnie pomiędzy listopadem 1734 a sierpniem 1735.   
Brakuje dowodów na to, by zdradzieckiego przejścia na stronę Sasów dopuścił się komendant Puszczy, J.A. von Rehbinder. W maju 1735 Puszcza Kurpiowska stała się ostatnim bastionem konfederacji dzikowskiej. 3 października 1735 Stanisław Leszczyński w zamian za poparcie Kurpiów wydał im tzw. libertacje, czyli zezwolenie na wyrób bez opłat piwa i gorzałki. Kurpie walczyli ze zwolennikami Augusta III jeszcze w czerwcu 1736.

## Legenda

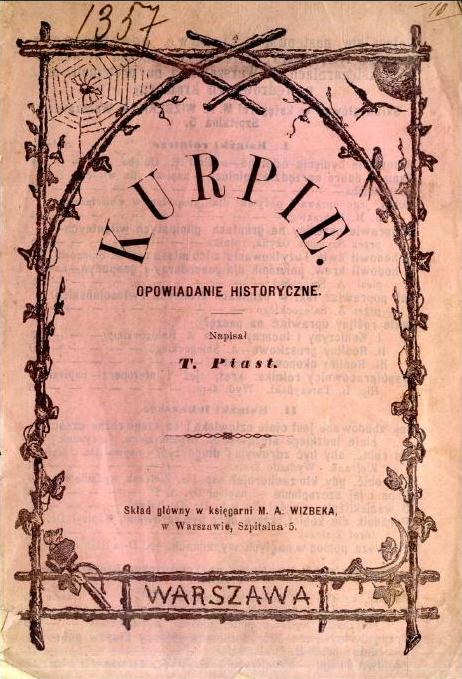
Strona tytułowa opowiadania Adama Zakrzewskiego, który zapoczątkował legendę Stacha Konwy

Mit Stacha Konwy przetrwał w kurpiowskiej tradycji, w której faktyczne zasługi kurpiowskiego przywódcy mieszały się z fikcją. Źródłem wiedzy o legendzie Konwy są np. pieśni kurpiowskie. W „Pieśni o Konwie” śpiewano m.in.:
Nas Konwa to nie król śwecki,
co to nie wart torby siecki.
Bzije tęgo, strzela lepsiej
i robaka wnet oślepsi.
A też Sasów nie żałuje
tylko strzelbą ich traktuje.
Kazimierz Władysław Wójcicki w 1864 haśle do encyklopedii Orgelbranda zanotował nazwisko Konwy, odnosząc je do konfederacji dzikowskiej i bitwy w Lesie Jednaczewskim. O udziale Konwy w wojnie północnej nie napisał. Po 1881 wzrosło zainteresowanie Kurpiami (prasa informowała wówczas o głodzie w regionie i organizowanej dla Kurpiów pomocy). W wydanym w 1883 tomie 4 Słownika geograficznego Królestwa Polskiego i innych krajów słowiańskich Bronisław Chlebowski w haśle Kurpie wspomniał o Stachu Konwie jako przywódcy z czasów konfederacji dzikowskiej. 
Adam Zakrzewski w 1886 w „Wędrowcu” opisał historię walki Stacha Konwy ze zwolennikami Augusta III. Nawiązał do niej w opowiadaniu Kurpie (1886) opublikowanym pod pseudonimem Tomek Piast. W Kurpiach Zakrzewskiego prawdopodobnie po raz pierwszy pojawiło się imię bohatera "Stach". Wcześniejsze przekazy dotyczą tylko nazwiska "Konwa". Zakrzewski zapoczątkował legendę ludowego przywódcy, którą rozwijali i rozpowszechniali inni pisarze. Część literackiej wizji Zakrzewskiego przeniknęła najpewniej do tradycji kurpiowskiej. W ujęciu Zakrzewskiego Stach Konwa był nie tylko odważnym przywódcą, ale także człowiekiem pełnym mądrości i rozwagi. Według Zakrzewskiego Konwa był synem bartnika z okolic Nowogrodu, po śmierci ojca trafił pod opiekę Matusa Bartodzieja. Po przeprowadzce do Myszyńca zajmował się bartnictwem, był też ławnikiem w sądzie bartnym. Był wyróżniającym się strzelcem i dobrym dowódcą. 
Wiktor Czajewski (Antoni Chleboradzki) w wydanej w 1900 publikacji Na kurpiowskim szlaku. Powieść historyczna z XVIII w. powtórzył informacje o Konwie podane przez Zakrzewskiego. Wykreował opis życia osobistego Konwy, opisał perypetie miłosne i relacje z sąsiadami. Wedle podań bandy saskie po bitwie pod Kopańskim Mostem porwały narzeczoną Konwy, co sprawiło, że pozostał kawalerem. 
Dziewiętnastowieczni pisarze podkreślali pobożność Konwy. Umiał porwać tłumy. Został uosobieniem mitu wolnego i walecznego Kurpia, przywódcy wywodzącego się z ludu, który walczył z najeźdźcą oraz pańszczyzną. Wpisywał się również w obraz Kurpia jako doskonałego strzelca. Był obecny w pamięci Kurpiów jako symbol ich niezależności i oporu przed rusyfikacją. Mit Stacha Konwy zgodny był także z ideą „ku pokrzepieniu serc” propagowaną po upadku powstania styczniowego. Mit wolnego Kurpia symbolizowany przez Konwę należy rozpatrywać w kontekście XIX-wiecznej sytuacji politycznej. Na terenie zaboru rosyjskiego w warunkach cenzury eksponowano walki Kurpiów ze Szwedami kosztem wątków rosyjskich.
Przed I wojną światową ośrodkiem, w którym kultywowano pamięć Stacha Konwy, była Łomża. Działające w tym mieście Stronnictwo Narodowe posługiwało się mitem Konwy w działalności wychowawczej, podkreślając niezawodność Kurpiów w walkach narodowowyzwoleńczych. 
Do popularyzacji postaci Stacha Konwy przyczynił się także Adam Chętnik. Już przed I wojną światową poświęcał mu sporo miejsca w swych publikacjach. W utworze pt. Gawęda kurpiowska opublikowanym w 1912 pisał:
Wtedy wsławił się w Puszczy
Stasiek Konwa, chłop chwacki;
w Myszynieckich żył borach,
a był młody, junacki;
oj, ten strzelał siarczyście,
że aż, miły mój Boże!
Cała Puszcza go znała
w każdej wiosce i borze.
Po odzyskaniu niepodległości przez Polskę Chętnik w swoich książkach i artykułach nadal zajmował się postacią Konwy. Książka pt. Stach Konwa, wielki patriota Ziemi Łomżyńskiej, pogromca Szwedów, Sasów i Moskali dotyczyła wyłącznie kurpiowskiego bohatera. Już sam tytuł tej niewielkiej broszury, wydanej z okazji odsłonięcia pomnika poświęconego Konwie w 1922, świadczy o pozytywnym stosunku Chętnika do dowódcy Kurpiów. Badacz Kurpiowszczyzny uważał, że Konwa walczył w imię honoru i w obronie swej ziemi. Poświęcił legendarnej postaci miejsce m.in. w pracy krajoznawczej pt. Kurpie. Umieścił także Konwę w poemacie Bój pod Kopańskim mostem. Chętnik informacje na temat życia Konwy czerpał głównie z tradycji kurpiowskiej.
Mit Stacha Konwy utrwalił się również dzięki takim pisarzom jak Wiktor Czajewski, Władysław Mackiewicz czy Henryk Syska. Ten ostatni wydał książkę Kurpik siedzi w lesie. Przedstawiał Konwę jako wodza biedoty przelewającego krew za wolność Kurpiów. W 1992 Henryk Ropiak opublikował powieść Kurpie za króla Sasa. W okresie PRL legendę Konwy podtrzymywali także Leszek Bakuła i Władysław Rymkiewicz. Rymkiewicz w powieści Noc saska potraktował Konwę jako postać drugorzędną. Przedstawił negatywny obraz panów polskich, szwedzkich i saskich, jednocześnie w apologetycznym świetle opisywał carską Rosję. Leszek Bakuła w poemacie Konwa podkreślił powstańczy etos kurpiowski, a samego Konwę potraktował jako jednego z wielu Kurpiów, pomijając jego rolę przywódczą.

## Upamiętnienie

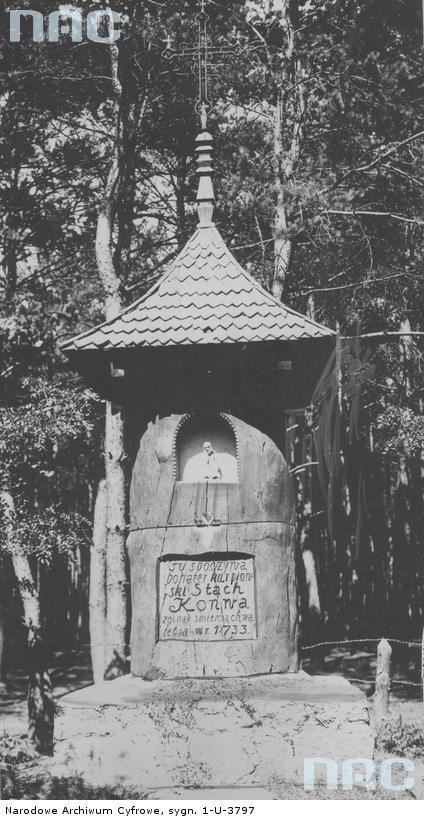
Pomnik w Jednaczewie koło Łomży (zdjęcie wykonane przed 1934). Zniszczony w 1939

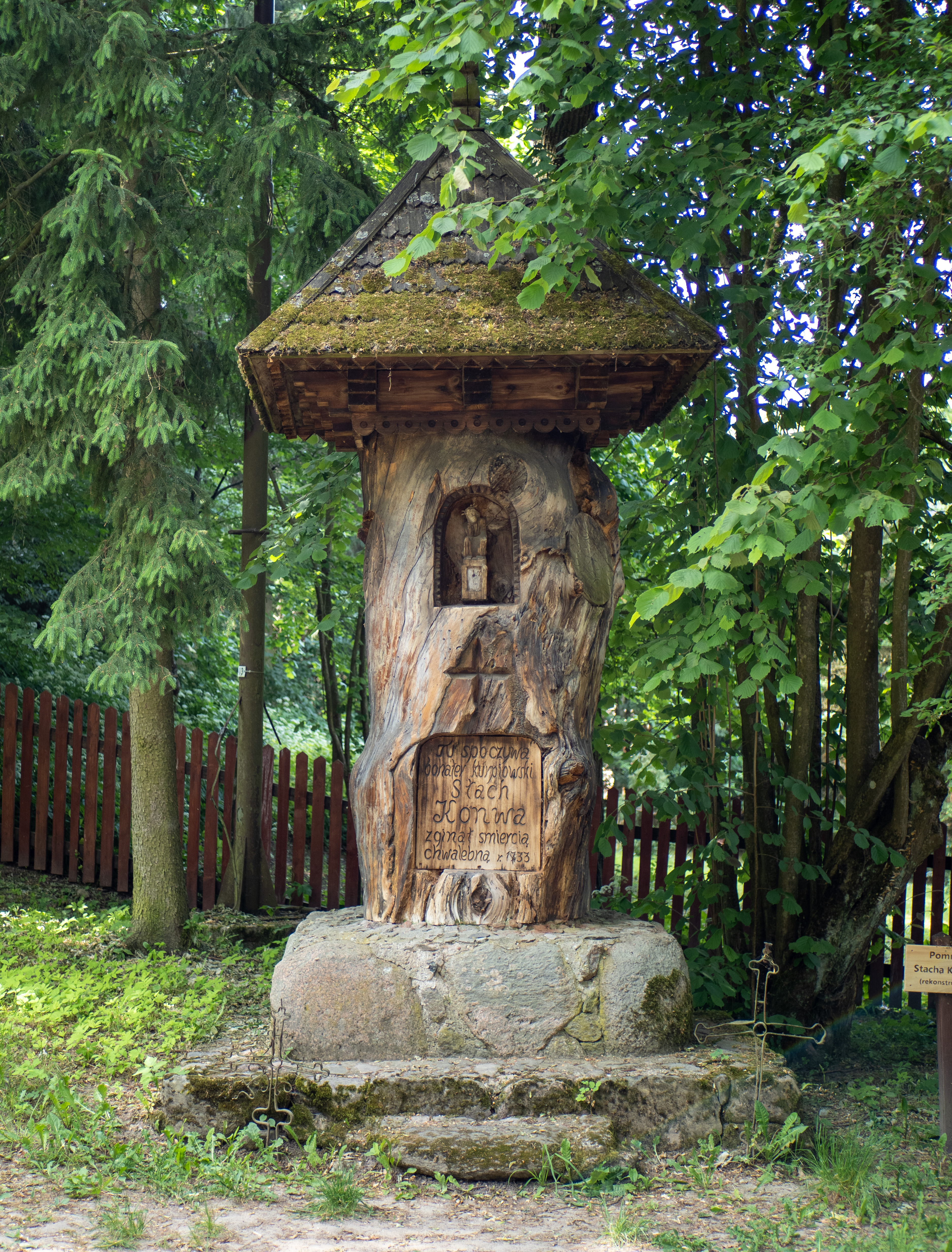
Replika pomnika Stacha Konwy w Skansenie Kurpiowskim w Nowogrodzie

Pierwszy pomnik poświęcony kurpiowskiemu bohaterowi został postawiony dzięki staraniom Adama Chętnika na domniemanym grobie Konwy w lesie pod Jednaczewem (odsłonięcie 25 czerwca 1922). Składki na budowę zbierano za pośrednictwem "Gościa Puszczańskiego", lokalnej gazety wydawanej przez Chętnika w Nowogrodzie. Koszt budowy pomnika i zorganizowania uroczystości jego odsłonięcia miał wynieść według założyciela Skansenu Kurpiowskiego nawet 350 000 marek. Podczas uroczystości odsłonięcia pomnika odbyła się msza święta pod przewodnictwem ks. Piotra Krysiaka, proboszcza parafii Kuzie. Następnie głos zabrał Adam Chętnik, a cała uroczystość zamieniła się w zgromadzenie patriotyczne. W spotkaniu wzięły udział tłumy, nie tylko z samej Kurpiowszczyzny, ale i kilka osób z Mazur.
Pomnik wykonany był z kilkusetletniej barci, w której wyrzeźbiono postać Chrystusa Frasobliwego i wycinanki kurpiowskie. Autorem projektu był Rudolf Macura, architekt z Ostrołęki. Na pomniku znajdował się napis:

Tu spoczywa bohater kurpiowski, Stach Konwa, zginął śmiercią chwalebną w r. 1733

Pomnik w 1939 zniszczyły wojska radzieckie. Replikę wykonaną w 1965 można oglądać w skansenie kurpiowskim w Nowogrodzie. 
W okresie okupacji hitlerowskiej imię Stacha Konwy przyjmowały działające na Kurpiach oddziały partyzanckie. Zdarzali się także partyzanci przyjmujący pseudonim "Konwa". 
Drugi pomnik w Lesie Jednaczewskim, 3 km od Łomży, w tzw. Rycerskim Kierzu, odsłonięto 9 października 1987 z inicjatywy Towarzystwa Przyjaciół Ziemi Łomżyńskiej. Po jego zniszczeniu trzeci monument stanął w tym samym miejscu 15 sierpnia 2001. Ten również uległ zniszczeniu. Najnowszy, czwarty już pomnik, wystawiono w 2020. Wszystkie pomniki w Lesie Jednaczewskim miały formę kapliczki. 
Pomnik Stacha Konwy autorstwa Gerwazego Lörinczego postawiono na Placu Pocztowym w Łomży 29 czerwca 1958 z okazji 1000-lecia miasta. W okresie PRL fakt, że statua na pomniku wygraża pięścią w kierunku wschodnim, odbierano jako wyraz sprzeciwu wobec dominacji ZSRR.

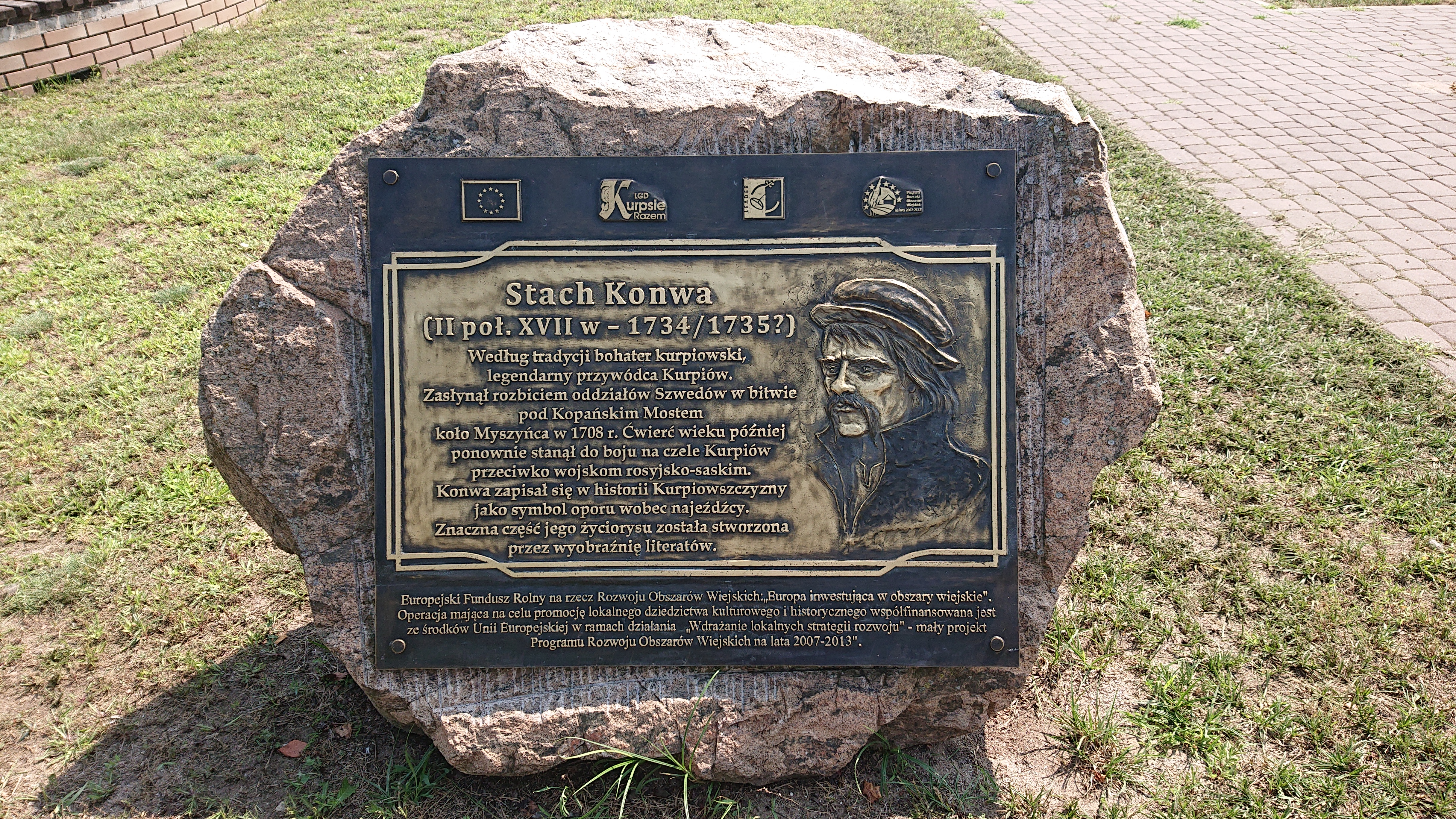
Upamiętnienie Stacha Konwy w Myszyńcu

W Myszyńcu na skwerze w pobliżu kolegiaty znajduje się kamień upamiętniający Konwę wystawiony w 2014 jako element parku bohaterów kurpiowskich.
Imieniem Stacha Konwy upamiętniono ulice w miejscowościach położonych na Kurpiowszczyźnie, jak i w sąsiednich miastach. Ulicę Wasilewską w Łomży przemianowano na ulicę Stacha Konwy już w 1920. Ponadto ulice imienia Stacha Konwy znajdują się w Ostrołęce, Myszyńcu, Kadzidle, Lipnikach, Nowogrodzie i Baranowie.
Stach Konwa jest bohaterem dwóch komiksów wydanych przez Ryszarda Lemańskiego, a zilustrowanych przez Rafała Zawadzkiego.